# Cerro Euaja
Le cerro Euaja est un sommet du massif de Parú-Euaja dans l'État d'Amazonas au Venezuela.